# Ma Ťün-žen
Ma Ťün-žen (pchin-jinem Ma Junren, čínskými znaky 马俊仁, * 28. října 1944) je bývalý čínský atletický trenér.
Původně byl důstojníkem Čínské lidové osvobozenecké armády. Od roku 1970 pracoval jako učitel tělocviku. V roce 1988 založil v provincii Liao-ning tréninkovou skupinu běžkyň na dlouhé tratě, která získala přezdívku „Maova armáda“. Mezi jeho svěřenkyněmi byly světové rekordmanky Wang Ťün-sia, Čang Lin-li a Čchü Jün-sia. Na mistrovství světa v atletice 1993 ovládly Číňanky vytrvalostní závody. V polovině devadesátých let se však závodnice z Maovy skupiny přestaly na mezinárodní scéně objevovat a většina z nich předčasně ukončila kariéru.
Ma Ťün-žen byl opakovaně obviňován, že sportovkyním podává ve velkém doping. Vždy to popíral a tvrdil, že za jejich úspěchy stojí mimořádně vysoké tréninkové dávky a prostředky tradiční čínské medicíny, jako je želví krev a léčivé bylinky, např. chvojník čínský. Existují svědectví o Maových drastických metodách – vytrvalkyně byly drženy ve striktní izolaci a podrobovány systematickému psychickému i fyzickému týrání.
V roce 2000 byl Ma Ťün-žen odvolán z funkce, když byla u šesti z jeho svěřenkyň naměřena zvýšená hladina erythropoetinu. Po odchodu ze sportovního světa se věnuje kynologii.